# Doob (maják)
Maják Doob (rusky: Дообский маяк) stojí na jižním pobřeží Novorossijského zálivu na mysu Doob v Černém moři, Krasnojarský kraj v Rusku.

## Historie
Stavba majáku byla zahájená v roce 1876. Optické zařízení bylo na osmibokou kamennou věž vysokou 18 m instalováno v roce 1879. Maják se poprvé rozsvítil 1. prosince 1879. Zdroj světla se nacházel ve výšce 101 m n. m. a byl vidět na vzdálenost až 22 námořních mil.
V roce 1915 byla instalována radiostanice a v roce 1932 byl dán do provozu radiomaják.
V období druhé světové války byl v roce 1942 maják zničen.
V roce 1947 byla obnovena činnost radiomajáku a v roce 1950 byla postavená nová věž.
V roce 1974 byl instalován diesel-agregát.
V blízkosti majáku se nachází památník obětem námořní katastrofy výletní lodi Admirál Nachimov z 31. srpna 1986.

## Popis
Osmistěná zděná kamenná věž vysoká 23 m je ukončena ochozem a lucernou. Věž má bílou barvu. Maják je vybaven nautofonem. Na maják vede 98 schodů.

## Data
- výška věže 23 m, světelný zdroj 100 m n. m.[5]
- skupinový záblesk, 3 záblesky bílého světla po 16,5 s
- dosvit 38,91 km

označení:
- ARLHS ERU-029
- Admiralty N5636
- NGA 18984